# Bryn Athyn, Pennsylvania
Bryn Athyn là một thị trấn thuộc quận Montgomery, tiểu bang Pennsylvania, Hoa Kỳ. Năm 2010, dân số của thị trấn này là 1375 người.